# Sokher Goldstein
Sokher Goldstein (n. anii 1850 – d. 1887, Odessa, Imperiul Rus) a fost actor evreu român de origine ucraineană, unul dintre pionierii teatrului in limba idiș. Acesta a făcut parte din trupa lui Abraham Goldfaden.